# Jacques Adnet
Jacques Adnet, född 20 april 1900, död 29 oktober 1984, var en fransk arkitekt och möbelformgivare.
Adnet ritade på 1920- och 1930-talen inredningar, belysningsarmaturer och möbler i art déco. 1928 startade han tillsammans med brodern Jean Adnet företaget Compagnie des arts français. 1959–1970 förestod han konstskolan École nationale supérieure des arts décoratifs.